# Oliver P. Echols
Pour les articles homonymes, voir Echols.
Oliver P. Echols, né le 4 mars 1892 à Charlottesville, en Virginie et mort le 15 mai 1954 à Los Angeles, en Californie, est un Major général américain.
Lors de la Seconde Guerre mondiale, Echols était responsable du développement, de l'acquisition et de l'approvisionnement des avions et des équipements aéronautiques. Il a notamment contribué au Projet Manhattan et à la création du Boeing B-29 Superfortress, l'avion qui a effectué les bombardements atomiques d'Hiroshima et de Nagasaki. Il est décrit comme étant « l'homme qui a remporté la Seconde Guerre mondiale » par Benjamin S. Kelsey, ingénieur aéronautique et pilote d'essai, directement subordonné à Echols de 1934 à 1945.

## Biographie

### Seconde Guerre mondiale
De 1939 à 1940, Echols était chef adjoint de la division du matériel à Wright Field près de Dayton en Ohio. Il est devenu chef de cette division en 1940, puis en 1942, il est nommé commandant général. Jusqu'en avril 1945, Echols a continué de jouer un rôle majeur dans la production des principaux outils de la puissance aérienne américaine.